# Africonidia subsimplex
Africonidia subsimplex är en insektsart som först beskrevs av Hall 1931.  Africonidia subsimplex ingår i släktet Africonidia och familjen pansarsköldlöss. Inga underarter finns listade i Catalogue of Life.